# Attaque du Parlement du Kenya de 2024
L'attaque du Parlement du Kenya de 2024 survient le 25 juin 2024 lorsque des milliers de manifestants prennent d'assaut le bâtiment du Parlement kenyan à Nairobi en réponse à l'adoption du projet de loi de finances 2024 (en), dans le cadre des manifestations plus larges liées au projet de loi de finances 2024. La protestation s'intensifie lorsque certains manifestants incendient une partie du bâtiment et que la police répond en tirant sur les manifestants. Dix-neuf personnes meurent à Nairobi lors des manifestations. Le projet de loi de finances est retiré le lendemain par le président kenyan William Ruto.

## Contexte
L'assaut est déclenché par l'adoption d'un nouveau projet de loi de finances le 25 juin 2024, qui rencontre une large désapprobation du public en raison des augmentations d'impôts proposées et qui donne lieu à des protestations depuis son dévoilement le 18 juin. Le projet de loi impose une taxe de 16% sur les biens et services destinés à la construction et à l'équipement d'hôpitaux spécialisés et augmente les taxes à l'importation de 2,5% à 3%. Certaines propositions initiales, notamment une taxe de vente de 16% sur le pain et une taxe de 25% sur l'huile de cuisson, sont abandonnées auparavant en raison de l'opposition du public. L'adoption du projet de loi est boycottée par les députés de l'opposition, qui quittent la chambre pendant la session parlementaire.

## Assaut
Les manifestants, dont beaucoup sont des jeunes, submergent la police et entrent dans le bâtiment du Parlement peu après l'adoption du projet de loi de finances. Des milliers de personnes franchissent les barrières de police et prennent d'assaut le complexe. Une partie du bâtiment est également incendiée, tandis que plusieurs pièces sont saccagées et des voitures garées à l'extérieur sont vandalisées. La masse de cérémonie utilisée lors des procédures législatives est volée. Les députés qui se trouvent à l'intérieur du bâtiment fuient les lieux par des tunnels. La police ouvre également le feu sur les manifestants. Une perturbation majeure d'Internet est enregistrée par NetBlocks au Kenya "au milieu d'une répression meurtrière menée par la police".

### Autres incidents
Le bureau du gouverneur du comté de Nairobi est également incendié. Des manifestants tentent de prendre d'assaut le palais présidentiel de Nakuru. Des manifestations ont également lieu à Mombasa, Eldoret, Kisumu et Nyeri. À Embu, les bureaux du parti au pouvoir United Democratic Alliance (en) sont incendiés. Des pillages sont signalés à Nairobi, tandis que plusieurs bâtiments d'Eldoret sont également incendiés.

## Victimes
Selon la Commission nationale des droits de l'homme du Kenya, 19 personnes sont mortes lors des manifestations à Nairobi et plus de 160 personnes sont soignées pour leurs blessures. Amnesty International rapporte que plus de 200 personnes sont blessées. La militante Auma Obama est blessée par des gaz lacrymogènes alors qu'elle manifeste devant le Parlement.

## Conséquences

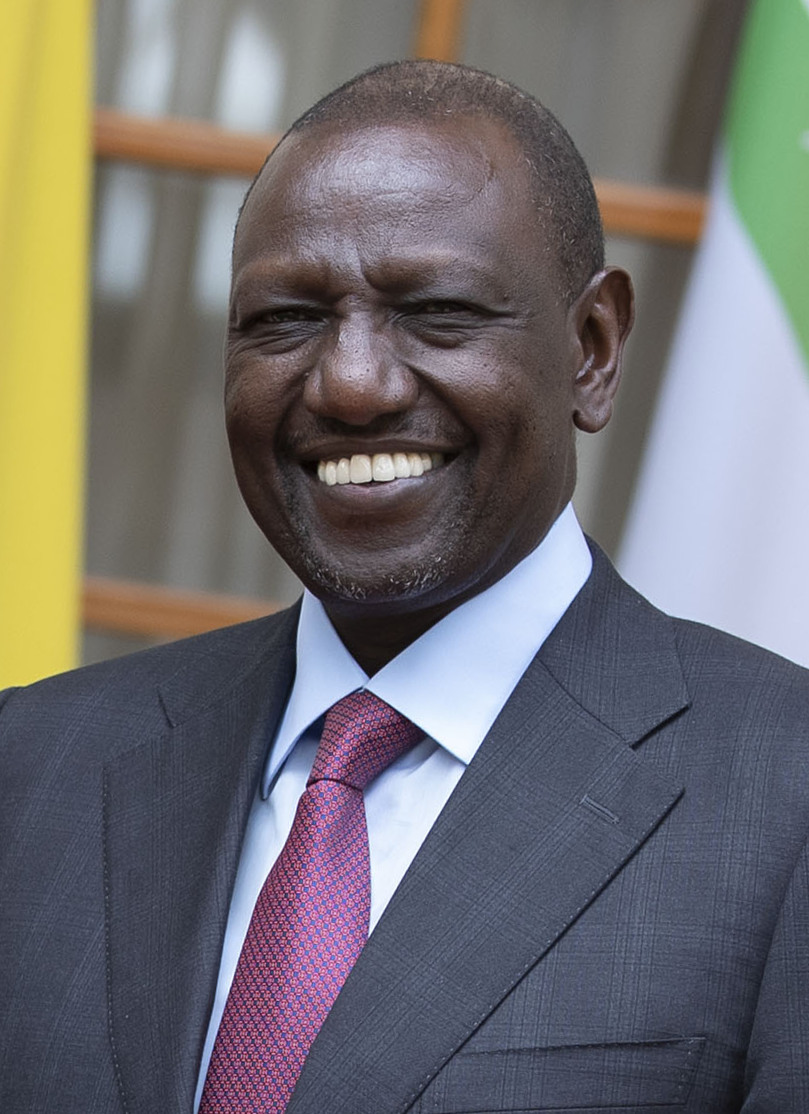
Le président William Ruto retire le projet de loi de finances controversé un jour après l'attaque.

L'assaut contre le bâtiment est l'attaque la plus directe contre le gouvernement kenyan depuis des décennies. Dans un discours à la nation à la suite de l'attaque, le président kenyan William Ruto qualifie l'incident de "trahison" et déclare que les manifestations ont été "détournées par des personnes dangereuses". Il promet également une réponse ferme contre "la violence et l'anarchie". Les Forces de défense du Kenya sont ensuite déployées pour aider à rétablir l'ordre. Les soldats auraient blessé des "centaines" de personnes avec des gaz lacrymogènes et des balles en caoutchouc lorsqu'ils évacuent un camp médical installé pour les manifestants blessés. À Githurai (en), dans la banlieue de Nairobi, la police déclare avoir utilisé plus de 700 balles à blanc lors d'une opération nocturne visant à disperser les manifestants.
Le 26 juin, des militants appellent à des manifestations pacifiques le 27 juin pour s'opposer au projet de loi de finances et rendre hommage aux personnes tuées dans les violences. Le même jour, Ruto annonce qu'il rejette et retire le projet de loi de finances.

## Réactions

### Nationales
Le chef de l'opposition Raila Odinga condamne la répression contre les manifestants et demande le retrait du projet de loi de finances. L'ancien président Uhuru Kenyatta appelle au dialogue, affirmant que les dirigeants du pays devraient "savoir que le pouvoir et l'autorité leur sont donnés par le peuple". Faith Odhiambo, présidente de la Law Society of Kenya (en), déclare que toutes les personnes impliquées, activement ou passivement, doivent être tenues responsables de leurs actes. La Commission des droits de l'homme du Kenya exhorte le président Ruto à émettre un ordre immédiat pour "arrêter les massacres". Un groupe d'évêques catholiques exhorte également la police à ne pas attaquer les manifestants et appelle le gouvernement à écouter les doléances concernant les taxes "injustifiées".

### Internationales
Le président de la Commission de l'Union africaine, Moussa Faki, appelle à "la paix, la sécurité et la stabilité" au Kenya. Des diplomates des États-Unis et de 12 autres pays occidentaux expriment leur choc face à la violence au Parlement, tandis que le secrétaire général des Nations Unies, António Guterres, exprime également son inquiétude. Amnesty International déclare que "le type de manifestations policières se détériore rapidement" et appelle le gouvernement à respecter le droit de réunion.